# 金启孮
金启孮（1918年6月7日—2004年4月10日），本姓爱新觉罗，名启孮，字麓漴，满族。原辽宁省民族研究所所长、教授、《满族研究》杂志主编，著名女真文、满学、清史、蒙古史专家。曾任中国阿尔泰学会名誉会长，日本东亚历史文化研究会名誉会长，辽宁省民族研究所所长等职。

## 生平
金启孮1918年生于北京。中学就读于北京市第五中学。1939年考入国立北京大学国文学系。次年，赴日本留学，就读东京帝国大学文学部东洋史学科。师从日本金史学家三上次男，蒙古史、清史学家和田清。1944年毕业并回国任教。
1958年，金启孮响应国家支援内蒙古经济文化建设的号召，调入刚建校的内蒙古大学。任内蒙古大学蒙古史研究室副主任、副教授、教授，研究蒙古史同时，继续研究女真学、满学，达25年之久。 　　
1982年又应邀赴沈阳，主持筹建以满学研究为中心的辽宁省民族研究所，并担任所长。又创办刊物《满族研究》和《满族研究参考资料》，任主编，以研究满学为主要任务，历时6年。
1989年金启孮离休，定居北京。2004年4月10日因病逝世。

## 评价
金启孮是国际著名学者，治学严谨，根柢深厚，尤其精于女真学、满学和蒙古学。少年时秉承家学，潜心于女真文、满洲史之研究，及长后卓然自成一家，为女真学、满学、清史的发展进步，做出了重要的贡献。

## 家庭出身
先祖是乾隆帝第五子荣纯亲王永琪，五世祖母是清代著名女词人顾太清，父亲恒煦（金光平）是清朝的末代镇国公，长女金适任中国农业大学教授、次女乌拉熙春是契丹语、女真语、满语学家。

## 著作
- 《女真语言文字研究》（金光平、金启孮著，《内蒙古大学学报专号》1964年、文物出版社1980年）
- 《女真文辞典》（金启孮著，文物出版社，1984年）
- 《女真文大辞典》（金启孮、乌拉熙春著，日本国文部省国际共同研究项目成果，2003年）
- 《女真语满洲通古斯诸语比较辞典》（金启孮、乌拉熙春著，日本国文部省国际共同研究项目成果，2003年）
- 《满族的历史与生活——三家子屯调查报告》（黑龙江人民出版社，1981年；德国汉堡，1984年），
- 《金启孮谈北京的满族》（中华书局，2009年）
- 《顾太清集校笺》（金启孮、金适著，中华书局 2012年）
- 《沈水集》（内蒙古大学出版社，1990年）
- 《梅园集》（哈尔滨出版社，2003年）
- 《爱新觉罗氏三代满学论集》（远方出版社，1996年）
- 《爱新觉罗氏三代阿尔泰学论集》（日本，明善堂，2002年）
- 《漠南集》（内蒙古大学出版社，1991年）
- 《清代蒙古史札记》（内蒙古人民出版社，2000年）
- 《中国摔跤史》（金启孮、凯和著，内蒙古人民出版社，2000年）
- 《顾太清与海淀》（北京出版社，2001年）
- 《天游阁集》（辽宁民族出版社，2001年）
- 《妙莲集与写春精舍词》（辽宁古籍出版社 1989年）
- 《明善堂文集校笺》（天津古籍出版社 1995年）
- 《北京郊区的满族》（内蒙古大学出版社，1989年）
- 《北京城区的满族》（辽宁民族出版社，1998年）

## 参阅
- 金光平
- 乌拉熙春